# إليك كونيل
إليك كونيل هو لاعب هوكي الجليد كندي، ولد في 8 فبراير 1902 في أوتاوا في كندا، وتوفي في 10 مايو 1958.

## وصلات خارجية
- إليك كونيل على موقع دوري الهوكي الوطني (الإنجليزية)
- إليك كونيل على موقع EliteProspects.com (الإنجليزية)
- إليك كونيل على موقع HockeyDB.com (الإنجليزية)
- إليك كونيل على موقع Hockey-Reference.com (الإنجليزية)